# Richelieu Valley Golf Club
De Richelieu Valley Golf Club (Frans: Club de Golf Vallee Richelieu) is een golfclub in Canada. De club werd opgericht in 1965 en bevindt zich in Sainte-Julie, Québec. De club beschikt over een 36-holes golfbaan met een par van 72.

## Golfbanen
De twee 18 holesbanen hebben een eigen naam: de "Rouville"- en de "Verchères"-baan.
De "Rouville"-baan is de oudste baan van de club en werd ontworpen door haar eigen leden. Dit baan werd gebruikt voor het Canadese golftoernooi, het Canadees Open, in 1971 en 1973. Het parcours bevat vijf waterhindernissen.
De "Verchères"-baan is een baan dat recent gerenoveerd werd en bevat vier waterhindernissen, waarvan een grote vijver. De baan wordt niet gebruikt voor het golftoernooi, maar wel voor haar leden en bezoekers.

## Golftoernooien
Voor het golftoernooi is de lengte van de "Rouville"-baan voor de heren 6128 m met een par van 71.
- Canadees Open: 1971 & 1973